# Melody (cantante 2007)
Melody, pseudonimo di Gabriella de Abreu Severino (San Paolo, 4 febbraio 2007), è una cantante e cantautrice brasiliana.

Firma di Melody

Ha raggiunto la notorietà nel 2015 con la sua canzone Fale de mim.

## Biografia
Melody è nota per aver usato molta tecnica in falsetto nelle sue canzoni, i cui stili sono la melodia pop e funk melody. La cantante ha già affermato di essersi ispirata agli stili di altri artisti, tra cui Ariana Grande.

### 2015:Fale de mime falsetto
Melody ha acquisito notorietà nazionale all'inizio del 2015, dopo aver pubblicato un video sulla sua pagina Facebook in cui cantava Falem de Mim, una canzone scritta da suo padre. Poco dopo ha realizzato un video in falsetto, questa volta con un'amica di suo padre, Deborah Moreira, divenuto virale.
Melody è considerata una dei bambini brasiliani più influenti su internet.

### 2016-2017: Melody
Nel 2016, Melody ha continuato a fare parodie e cover di canzoni famose con l'aggiunta del suo falsetto, in cui ha ricevuto diverse critiche, ripercussioni negative e denunce di plagio da artisti indipendenti. 
Nello stesso anno pubblica un EP con i suoi successi e altri brani inediti.
Nel 2017, la cantante ha pubblicato sulla sua pagina Facebook che avrebbe iniziato a cantare per davvero e avrebbe prodotto canzoni totalmente originali.

### 2018: Vai rebola, Tô bem e primo álbum
Il 5 giugno 2018 la cantante ha pubblicato la clip per la canzone Vai rebola, che è diventata virale su Internet, superando i cinque milioni di visualizzazioni nella prima settimana. Quindi ha pubblicato una nuova canzone in collaborazione con la cantante e conduttrice brasiliana Marisa Silva intitolata Tô bem, che ha raggiunto ottime posizioni nelle classifiche musicali brasiliane. Con il successo, la cantante annuncia la produzione del suo primo album in studio con la presenza di queste canzoni.

## Discografia

### EP
- 2019 – Melody